# Thùng dầu tương đương
Thùng dầu tương đương (BOE) là một đơn vị năng lượng dựa trên năng lượng gần đúng được tạo ra bằng cách đốt cháy một thùng (42 gallon Mỹ hoặc 158.9873 lít) dầu thô. BOE được các công ty dầu khí sử dụng trong báo cáo tài chính của họ như là một cách kết hợp dự trữ và sản xuất dầu mỏ và khí tự nhiên thành một phép đo duy nhất, mặc dù sự tương đương năng lượng này không tính đến giá trị tài chính thấp hơn của năng lượng dưới dạng khí.
Dịch vụ doanh thu nội bộ Hoa Kỳ định nghĩa BOE bằng 5,8 × 106 BTU. (5,8 × 106 BTU59 °F bằng 6.1178632 × 109 J, khoảng 6.1 GJ (HHV) hoặc 1,7 MWh). Giá trị này nhất thiết phải gần đúng vì các loại dầu và khí khác nhau có các năng suất tỏa nhiệt khác nhau. Nếu người ta xem xét năng suất tỏa nhiệt thay vì giá trị gia nhiệt cao hơn, giá trị cho một BOE sẽ xấp xỉ 5,4 GJ (xem tấn dầu tương đương). Thông thường, 5.800 foot khối khí thiên nhiên hoặc 58 CCF tương đương với một BOE. USGS đưa ra con số 6.000 feet khối (170 mét khối) cho khí tự nhiên điển hình.
Thường được BOE sử dụng là kilo thùng tương đương (kboe hoặc kBOE), đó là 1,000BOE. Các bội số phổ biến khác là triệu thùng mỗi ngày, MMboed (hoặc MMBOED, MMboepd), được sử dụng để đo lường sản xuất và tiêu thụ hàng ngày, và BBOe (cũng BBOE) hoặc tỷ thùng dầu tương đương, đại diện cho 109 thùng dầu, dùng để đo dự trữ xăng dầu.
Người dùng số liệu có thể nói về tấn dầu tương đương (TOE), hoặc thường hơn triệu TOE (MTOE). Vì đây là phép đo trọng lượng, nên bất kỳ chuyển đổi nào đối với thùng dầu tương đương phụ thuộc vào mật độ của dầu được đề cập, cũng như hàm lượng năng lượng. Thông thường 1 tấn dầu có thể tích 6,8-7,5 thùng. EIA Hoa Kỳ cho thấy 1TOE có giá trị năng lượng trung bình là 39,68 triệu BTU.